# Edna Adan Ismail
Edna Adan Ismail (tiếng Somalia: Edna Aadan Ismaaciil hay Adna Aadan Ismaaciil) (sinh ngày 8 tháng 9 năm 1937) là Bộ trưởng Ngoại giao của Somaliland từ 2003 đến 2006, và trước đây đã từng là Bộ trưởng Bộ phúc lợi và phát triển xã hội của Somaliland.
Bà là giám đốc và người sáng lập của Bệnh viện phụ sản Edna Adan ở Hargeisa và là một nhà hoạt động và tiên phong trong cuộc đấu tranh để xóa bỏ cắt âm vật. Bà cũng là Chủ tịch của Tổ chức Nạn nhân bị tra tấn.
Bà đã kết hôn với Mohamed Haji Ibrahim Egal người từng là người đứng đầu Chính phủ tại Somaliland năm ngày trước khi độc lập của Somalia và sau đó là Thủ tướng Somalia (1967-69) và Tổng thống Somaliland (1993-2002).

## Thơ ấu
Edna Andan sinh ra ở Hargeisa, British Somaliland ngày 8 tháng 9 năm 1937, là con gái của một bác sĩ y khoa người Somalia nổi tiếng. Bà là một trong năm đứa trẻ nhưng hai người đã chết vào lúc sinh. Vào thời điểm các trẻ em gái không được giáo dục ở Somaliland, nhưng cha bà đã thuê một gia sư cho một số chàng trai địa phương và bà đã học đọc và viết cùng với họ. Sau đó bà đến một trường học ở Djibouti nơi dì của bà làm giáo viên. Khi tám tuổi, bà đã trải qua FGM. Nó được sắp xếp bởi mẹ và bà của bà khi cha bà đang đi công tác; Khi trở về, ông rất tức giận.
Muốn ngăn những người phụ nữ khác trải qua chấn thương tương tự như bà đã bị, bà đã theo đào tạo thành một y tá và nữ hộ sinh ở Vương quốc Anh tại Borough Polytechnic, hiện là Đại học South Bank London. Sau đó, bà kết hôn với Muhammad Haji Ibrahim Egal, một chính trị gia người Somalia được bầu làm Thủ tướng Somalia năm 1967.
Bà được cho là "cô gái Somalia đầu tiên" du học tại Anh, nữ hộ sinh có trình độ đầu tiên của Somaliland và người phụ nữ Somalia đầu tiên biết lái xe.

## Công việc ở bệnh viện
Bà trở về Somaliland và xây dựng từ đầu một bệnh viện phụ sản, nơi bà tiếp tục điều hành. Bệnh viện phụ sản Edna Adan chính thức khai trương vào ngày 9 tháng 3 năm 2002, tại khu đất do chính quyền khu vực tặng cho bà ở một địa điểm trước đây được sử dụng làm bãi rác. Khu vực thiếu y tá được đào tạo để làm việc tại bệnh viện- vì hầu hết đã trốn khỏi đất nước hoặc bị giết trong cuộc nội chiến - và vì vậy Edna đã tuyển dụng hơn 30 ứng cử viên và bắt đầu đào tạo họ vào năm 2000 trong khi bệnh viện vẫn đang được xây dựng. Bệnh viện hiện có hai nhà hát hoạt động, phòng thí nghiệm, thư viện, trung tâm máy tính và một cánh hoàn chỉnh dành riêng cho đào tạo y tá và nữ hộ sinh. Tính đến năm 2018, bệnh viện 200 nhân viên và 1500 sinh viên.
Nhiệm vụ của Bệnh viện Edna Adan là giúp cải thiện sức khỏe của người dân địa phương, đặc biệt là tỷ lệ tử vong ở bà mẹ và trẻ sơ sinh cao. Cơ sở này là một tổ chức từ thiện phi lợi nhuận và một bệnh viện giảng dạy nữ hộ sinh cũng đang thực hiện việc đào tạo y tá sinh viên và Trợ lý kỹ thuật viên phòng thí nghiệm.

## Công việc từ thiện
Công việc của Edna Adan được hỗ trợ bởi các tổ chức từ thiện ở Hoa Kỳ và Vương quốc Anh, giúp bà nâng cao sự hỗ trợ và nhận thức để đào tạo thêm nữ hộ sinh và đấu tranh với FGM ở Somaliland.

## Công việc trong chính phủ
Edna Adan Ismail là nữ bộ trưởng duy nhất trong chính phủ Somaliland cho đến tháng 7 năm 2006, khi bà nhường ghế Bộ trưởng Ngoại giao cho cựu Bộ trưởng Thông tin và Hướng dẫn Quốc gia Abdillahi Mohamed Dualeh. Ngoài công việc trong chính phủ, bà vẫn tiếp tục là tiếng nói cho phong trào ly khai đang diễn ra ở Somaliland. Tiếng nói này cũng được lặp lại bởi nhiều người trong chính phủ và được chia sẻ bởi nhiều người trong những vùng xa xôi chủ yếu từ các vùng ở phía đông, vùng Sool và Ayn.